# Bačka septentrionale
Pour les articles homonymes, voir Bačka.
Cet article possède un paronyme, voir Backa.
Le district de Bačka septentrionale (en serbe cyrillique : Севернобачки округ ; en serbe latin : Severnobački okrug ; en hongrois : Észak-bácskai körzet) est une subdivision administrative de la république de Serbie. Au recensement de 2011, il comptait 185 552 habitants. Le centre administratif du district de Bačka septentrionale est la ville de Subotica.
Le district est situé à l'extrême nord de la Serbie, dans la province autonome de Voïvodine et dans la région historique de la Bačka.

## Municipalités de Bačka septentrionale
| Nom          | Superficie (en km²) | Population 2002 | Population 2011 | Statut       |
| ------------ | ------------------- | --------------- | --------------- | ------------ |
| Bačka Topola | 596                 | 38 245          | 33 268          | Municipalité |
| Mali Iđoš    | 175                 | 13 494          | 11 926          | Municipalité |
| Subotica     | 1 007               | 148 401         | 140 358         | Ville        |
| Total        | 1 778               | 200 140         | 185 552         |              |

## Démographie

### Répartition de la population par nationalités

#### 1991
Au recensement de 1991, le district comptait 205 401 habitants, répartis de la manière suivante :

#### 2002

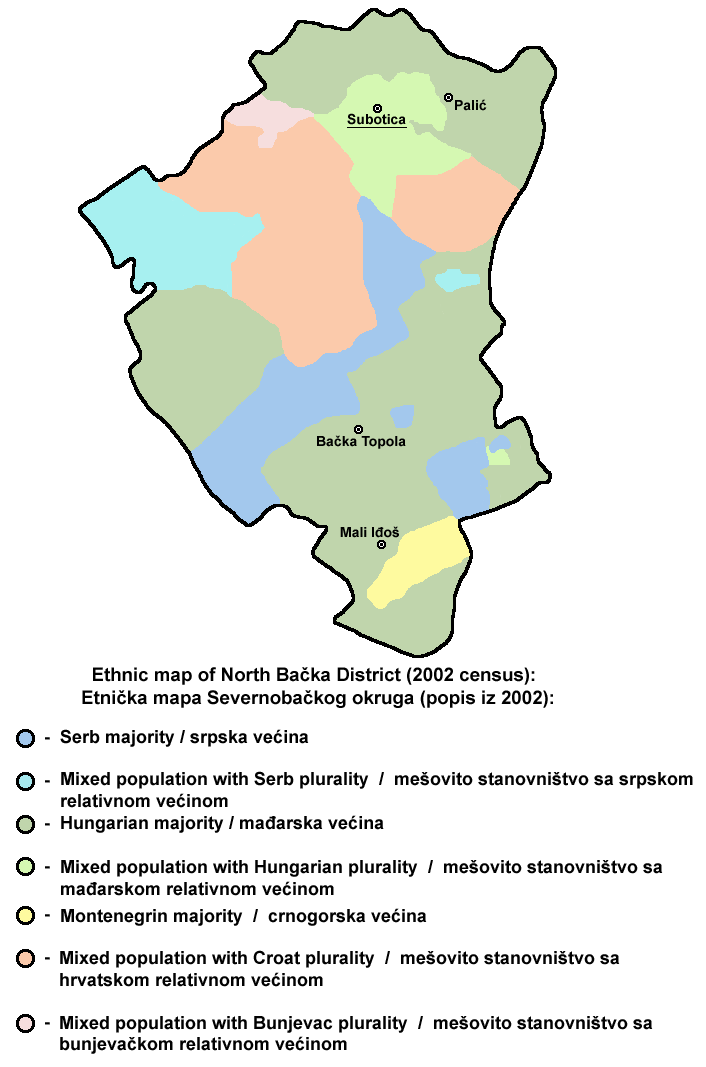

Au recensement de 2002, le district comptait 200 140 habitants, répartis de la manière suivante :

### Langues (2002)
- Hongrois = 88 464 (44,20 %)
- Serbe = 88 323 (44,13 %)
- Croate = 9 106 (4,55 %)
- Autres.

### Religions (2002)
- Catholiques = 117 456 (58,69 %)
- Orthodoxes = 55 028 (27,50 %)
- Protestants = 9 844 (4,92 %)
- Autres.